# ICub

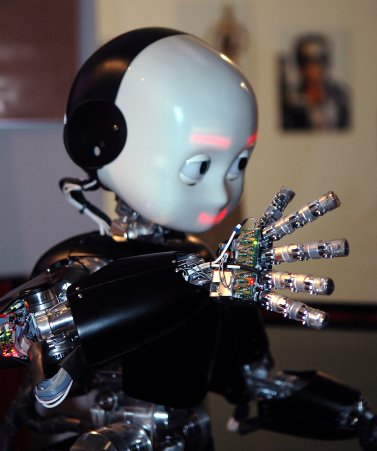
Der iCub

iCub ist ein humanoider Roboter des RobotCub-Projekts, der eine offene Forschungs-Plattform für Kognition sein soll. Die Plattform wird nach Entwicklung frei verfügbar sein und die Roboter-Software wird als Open-Source-Software entwickelt. Die Entwicklung von iCub wird von sieben europäischen Universitäten getragen.
Das Erscheinungsbild des iCub ist einem etwa drei- bis vierjährigen Kind nachempfunden. In seiner finalen Version wird er über 53 Freiheitsgrade verfügen.
Als Grundfähigkeiten besitzt der Roboter Krabbeln, allgemeine Bildverarbeitung, Objekterkennung und Manipulation.
Die Kosten für den iCub werden mit ca. 200.000 EUR angegeben. Sechs iCubs werden an Projekte vergeben, auf die sich europäische Forscher bewerben können. Die Konstruktion und Programmierung des iCubs ist in einem Dokumentarfilm mit dem Titel Plug & Pray (2010) verfilmt worden.